# Доссо-дель-Ліро
Доссо-дель-Ліро (італ. Dosso del Liro) — муніципалітет в Італії, у регіоні Ломбардія, провінція Комо.
Доссо-дель-Ліро розташоване на відстані близько 540 км на північний захід від Рима, 80 км на північ від Мілана, 45 км на північ від Комо.

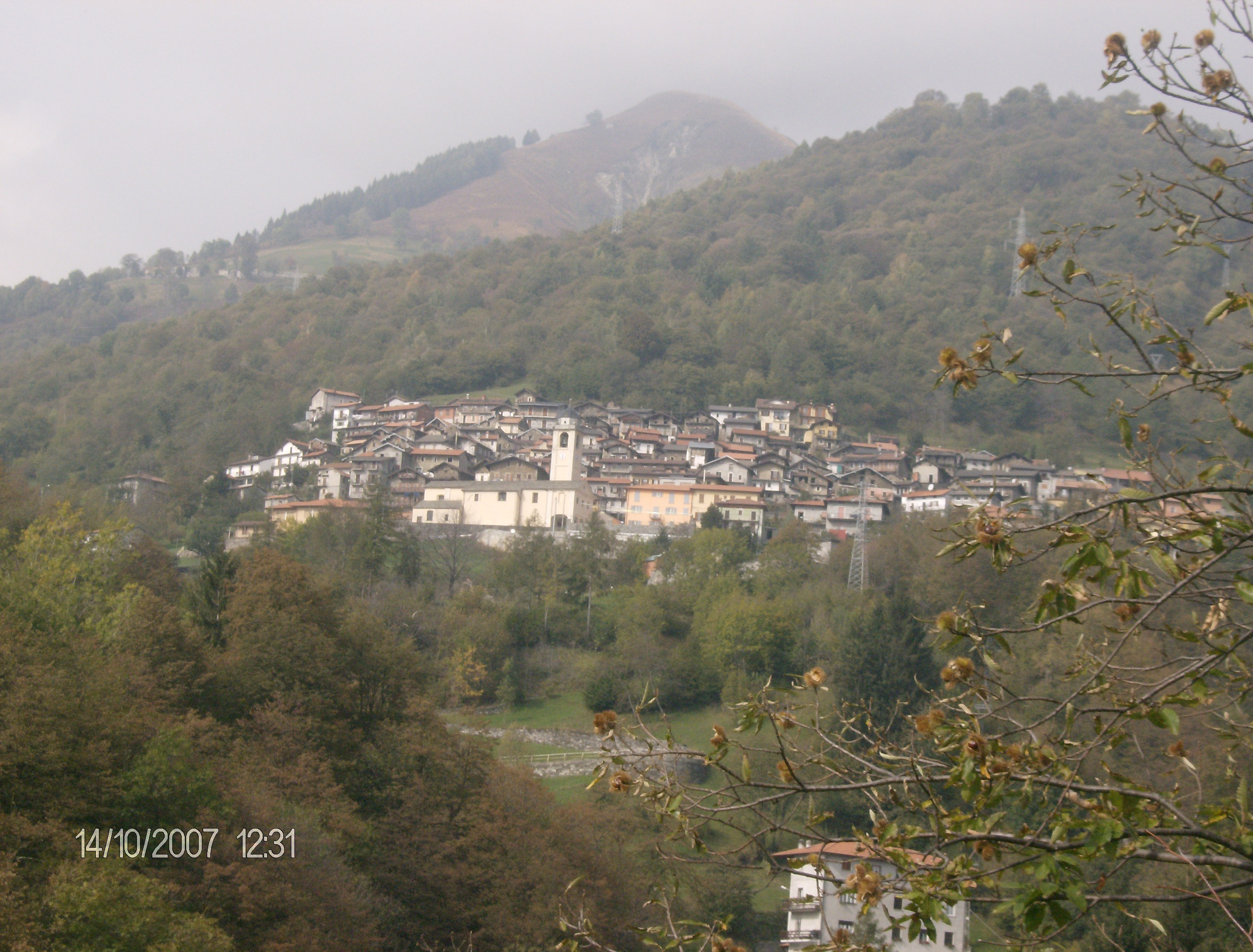

Населення — 273 особи (2014).

## Демографія
Населення за роками:

Станом на 1 січня 2023 року в муніципалітеті офіційно проживав 1 іноземець (громадянин Тунісу).

## Сусідні муніципалітети
- Кама
- Консільйо-ді-Румо
- Граведона
- Гроно
- Ліво
- Пельйо
- Ровередо